# 안드레유스 자드네프로우스키스
안드레유스 자드네프로프스키스(리투아니아어: Andrejus Zadneprovskis, 러시아어: Андрей Заднепровский, 1974년 8월 31일 ~ )는 리투아니아의 전직 근대5종 선수로 2004년 하계 올림픽에서 은메달을 획득했고 2008년 하계 올림픽에서 동메달을 획득했다. 자드네프로프스키스는 2000년과 2004년 세계 근대5종 선수권 대회에서 금메달을 획득했다. 그는 2006년 과테말라시티 세계 근대5종 선수권 대회에서 동메달을 땄다. 2010년에 그는 건강 문제로 현역에서 은퇴했다.
그는 2009년에 2012년 하계 올림픽에서 금메달을 획득한 근대5종 선수 라우라 아사다우스카이테와 결혼했다. 그들은 2010년에 태어난 딸이 있다.
자드네프로프스키스는 2012년에 UIPM 임원으로 선임되었다.

## 참조
1. ↑  “리투아니아의 안드레유스 자드네프로프스키스, 올림픽 은메달 획득”. ESPN. 2004년 8월 26일. 2010년 4월 20일에 확인함.